# Tapes
Pour les articles homonymes, voir Tapes (homonymie).
Genre
Tapes est un genre de mollusques bivalves de la famille des Veneridae ; ce sont les clovisses ou palourdes.

## Liste des espèces
Selon ITIS (1er juin 2016) :
- Tapes pullastra (Montagu, 1803)
- Tapes rhomboides (Pennant, 1777)

Selon World Register of Marine Species (20 avril 2024) :
- Tapes araneosus (Philippi, 1847)
- Tapes belcheri G. B. Sowerby II, 1852
- Tapes conspersus (Gmelin, 1791)
- Tapes deshayesii (Hanley, 1846)
- Tapes literatus (Linnaeus, 1758)
- Tapes neglectus K. Martin, 1919 † Espèce éteinte
- Tapes ngocae Thach, 2016
- Tapes parki (P. Marshall & R. Murdoch, 1923) †
- Tapes platyptycha Pilsbry, 1901
- Tapes sericeus Matsukuma, 1986
- Tapes siratoriensis (Otuka, 1934) †
- Tapes sulcarius (Lamarck, 1818)
- Tapes talahabensis K. Martin, 1922 †